# Adax Dörsam

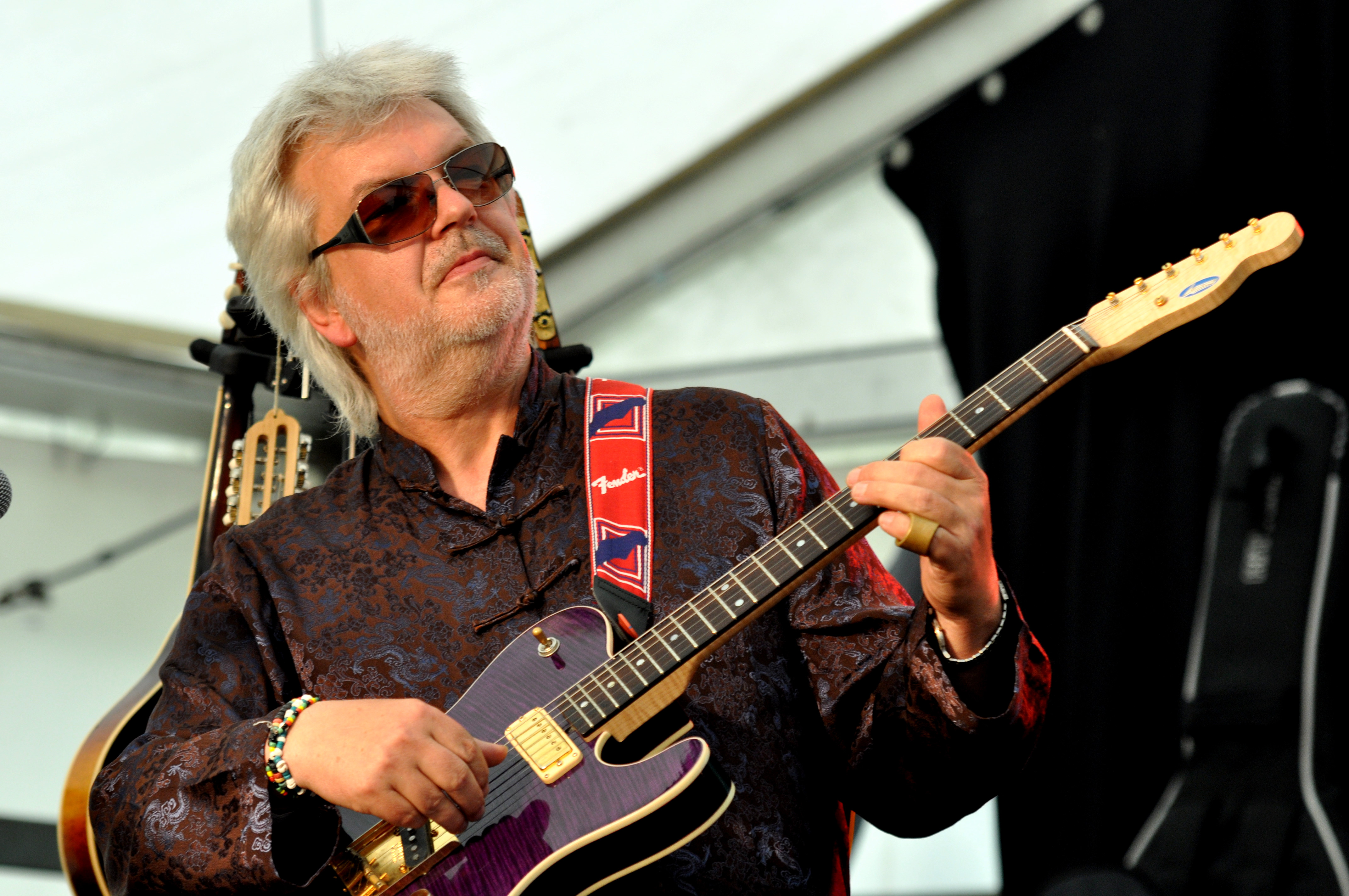
Adax Dörsam 2017 beim Liederfest auf der Burg Waldeck

Adax Dörsam (* 7. August 1955 in Mannheim-Lindenhof) ist Gitarrist, Arrangeur, Produzent und Komponist.

## Leben
Dörsam stammt aus einer musikalischen Familie. Seine Brüder Matthias und Franz-Jürgen sind ebenfalls als Musiker tätig. 1979 beendete er sein Studium an der Hochschule für Musik und Darstellende Kunst Mannheim mit dem Schwerpunkt klassische Gitarre. Danach arbeitete er als Banjospieler im Nationaltheater Mannheim im Schauspielhaus (Zwei Krawatten / Dreigroschenoper). Gleichzeitig war er in Rock- und Bluesbands in der Mannheimer und Odenwälder Szene tätig, so im Mannheimer „Rock’n Roll Circus“. Dörsam spielt neben Gitarre noch zahlreiche weitere auch exotische Zupfinstrumente.
Er drehte 1990 Lehrvideos für Rockgitarre. 1993 begann die Zusammenarbeit mit der Liedermacherin Joana, mit CD-Produktionen und Konzerten. In den Jahren 1995/96 folgten Tourneen mit der deutschen Sängerin Pe Werner und der französischen Akkordeonistin Lydie Auvray.
Er arbeitete seither mit Rolf Zuckowski, Xavier Naidoo, Tony Marshall, Lou Bega, DePhazz, Johnny Logan, Clemens Bittlinger, Ken Hensley (Uriah Heep), Black (Schobert und Black), Die Flippers, Edward Simoni, Pe Werner, Manuela, Joana, Lydie Auvray, Claus Boesser-Ferrari, Hans Reffert, Mike Batt, Ricky King, Michael Bauer, Anselm Grün, Matthias Holtmann, Peter Grabinger, Uschi Nerke und Joy Fleming.
Mit Claus Boesser-Ferrari veröffentlichte Dörsam die CDs Land des Lächelns, die berühmte Operette von Franz Lehár – und The Winnetou Tapes, Melodien von Martin Böttcher aus den Karl-May-Verfilmungen mit avantgardistisch instrumentalen Interpretationen.
Seit 2003 arbeitet Dörsam mit seinen beiden Brüdern Matthias und Franz-Jürgen Dörsam als TRIO 3 D. Seit 2008 reisen sie als Künstler mit den „Flower Power Men“ auf den Schiffen Artania, Amadea und Albatros. Mit Clemens Bittlinger spielte er seit 2003 regelmäßig Tourneen, zum ersten Mal auf dem 1. Ökumenischen Kirchentag unter dem Brandenburger Tor. In dieser Zeit begann auch die Zusammenarbeit mit Hans-Peter Schwöbel, aus der zwei Hörbücher entstanden. Von 2008 beim MTV unplugged „Wettsingen in Schwetzingen“ bis 2011 spielte Adax Dörsam in der Band von Xavier Naidoo.
2010 wurde er freier Mitarbeiter bei dem Magazin Akustik Gitarre.
2015 veröffentlichte Dörsam sein zweites Buch Kammalasse und das Album Guitar Around The World. Im Jahr 2019 unternahm er zwei Reisen nach Armenien und Berg-Karabach mit einem Konzert zu Ehren des 75. Geburtstages von Robert Amirchanjan.
Dörsam komponierte im eigenen Tonstudio Filmmusiken für Südwestrundfunk, Arte, Westdeutscher Rundfunk und andere Sender.

## Diskografie (Auszug)
- Heads or Tails (Adax Dörsam & Bernd Hoffmann): Speedy Spender 1981 (Re-Release 2013)
- Xavier Naidoo: Wettsingen in Schwetzingen/MTV unplugged
- DePhazz: detunized gravity, Godsdog, death by chocolate, naive
- Joana: Kopfstand, Seitelange Liebesbriefe. Ich staune bloß „Tun wir was dazu“
- Rolf Zuckowski: Ich bin stark (Rolfs Hasengeschichte) Gute Laune-gute Fahrt, Liederbüchermaus „Rolfs neue Vogelhochzeit“ ZDF 2017
- Clemens Bittlinger: Mensch Benedikt (CD Single), Habseligkeiten, Fingerspitzengefühle
- Die Flippers: Kein Weg zu weit
- Tony Marshall: Go West, Einer wie Du
- Trio 3 D: Dörsam, Dörsam, Dörsam Vol.1, Alla finestra, Christmas Trio 3D
- Schrammel & Slide (Duett mit Hans Reffert): famous for not being famous, Pow Wow, Sieben/Seven
- Adax Dörsam: Luna lacht, Guitar Around The World, Im Abendlicht, Guitar Kaleidoscope
- Lou Bega: Lounatic
- Lydie Auvray: en concert, Bonjour soleil, Octavons, Tango terrible, 3/4
- Claus Boesser-Ferrari & Adax Dörsam: Land des Lächelns (Franz Lehár instrumental) „The Winnetou Tapes“ (Martin Böttcher Melodien)
- Leadbelly Calls: Talking To Huddie Ledbetter